# Milan Stojanović
Milan Stojanović (ur. 28 grudnia 1911 w Belgradzie, zm. 18 czerwca 1985) – jugosłowiański piłkarz, grający na pozycji bramkarza.

## Kariera piłkarska
Stojanović w trakcie kariery piłkarskiej reprezentował barwy OFK Beograd. Przez 2 lata gry w stołecznym zespole wystąpił w 17 spotkaniach. Zdobył wraz z OFK wicemistrzostwo Prva liga Jugoslavije w sezonie 1929.
Dobra postawa w bramce OFK została zauważona przez trenera Boško Simonovicia, który powołał Stojanovicia na Mistrzostwa Świata 1930. Jugosławia stała się jedną z nielicznych europejskich drużyn, które zgodziły się pojechać do odległego Urugwaju. Dodatkowo drużyna pojechała w nie najsilniejszym składzie, bo ze względu na konflikt w federacji, Jugosławię reprezentowali wyłącznie serbscy piłkarze.
Mimo to drużyna jugosłowiańska odniosła największy sukces spośród Europejczyków, docierając do półfinału. Stojanović nie rozegrał ani jednego meczu w turnieju, pozostając rezerwowym dla Milovana Jakšicia.

## Sukcesy
OFK Beograd
- Wicemistrzostwo Prva liga Jugoslavije (1): 1929